# One of a Kind (Bruford)
One of a Kind è il secondo album del gruppo fusion britannico Bruford, pubblicato nel 1979.

## Descrizione
L'album è interamente strumentale fatta eccezione per l'introduzione del brano Fainting in Coils, che contiene un breve passo dal capitolo IX del romanzo Alice nel Paese delle Meraviglie di Lewis Carroll, letto da Sam Adler (allora capo della E.G. Records assieme a Mark Fenwick), da Anthea Norman-Taylor (manager discografica e futura moglie di Brian Eno) e dal bandleader e batterista del gruppo Bill Bruford, nelle rispettive parti del narratore, di Alice e della Falsa Tartaruga.
Il brano di apertura Hell's Bells è accreditato anche ad Alan Gowen, tastierista del
gruppo National Health con cui Bruford aveva collaborato anni prima. Forever until Sunday e The Sahara of Snow (part 2) provengono invece dal repertorio concertistico degli UK, il gruppo che Bruford aveva fondato nel 1978 assieme a John Wetton, Allan Holdsworth e Eddie Jobson; quest'ultimo è ospite al violino nel primo brano ed è coautore del secondo.
Sei mesi dopo la registrazione dell'album, subito dopo una tournée europea, il chitarrista Allan Holdsworth lasciò i Bruford e, a partire dagli anni ottanta, avrebbe intrapreso la carriera come solista. Dalla successiva tournée americana (luglio 1979) e fino allo scioglimento definitivo del gruppo (settembre 1980) nel ruolo gli subentrò il suo allievo John Clark.

## Tracce
Musica di Bill Bruford eccetto dove indicato.
Lato A
1. Hell’s Bells (strumentale) – 3:33 (musica: Bruford, Alan Gowen)
2. One of a Kind – part 1 (strumentale) – 2:20
3. One of a Kind – part 2 (strumentale) – 4:04 (musica: Bruford, Dave Stewart)
4. Travels with Myself – and Someone Else (strumentale) – 6:14
5. Fainting in Coils (strumentale) – 6:34

Lato B
1. Five G (strumentale) – 4:46 (musica: Jeff Berlin, Bruford, Stewart)
2. The Abingdon Chasp (strumentale) – 4:54 (musica: Allan Holdsworth)
3. Forever until Sunday (strumentale) – 5:51
4. The Sahara of Snow – part 1 (strumentale) – 5:19
5. The Sahara of Snow – part 2 (strumentale) – 3:36 (musica: Bruford, Eddie Jobson)

## Formazione
Gruppo
- Bill Bruford – batteria, voce recitante (Falsa Tartaruga) su: Fainting in Coils
- Allan Holdsworth –  chitarra elettrica
- Dave Stewart – tastiere
- Jeff Berlin – basso elettrico

Ospiti
- Eddie Jobson – violino su: Forever until Sunday
- Sam Adler – voce recitante (narratore) su: Fainting in Coils
- Anthea Norman Taylor – voce recitante (Alice) su: Fainting in Coils